# San Fabian, Chile
San Fabian är en kommun i Chile.   Den ligger i provinsen Punilla och regionen Ñuble, i den södra delen av landet, 400 km söder om huvudstaden Santiago de Chile.
Trakten runt San Fabian består i huvudsak av gräsmarker. Runt San Fabian är det mycket glesbefolkat, med 2 invånare per kvadratkilometer.